# Marjorie Millace Whiteman

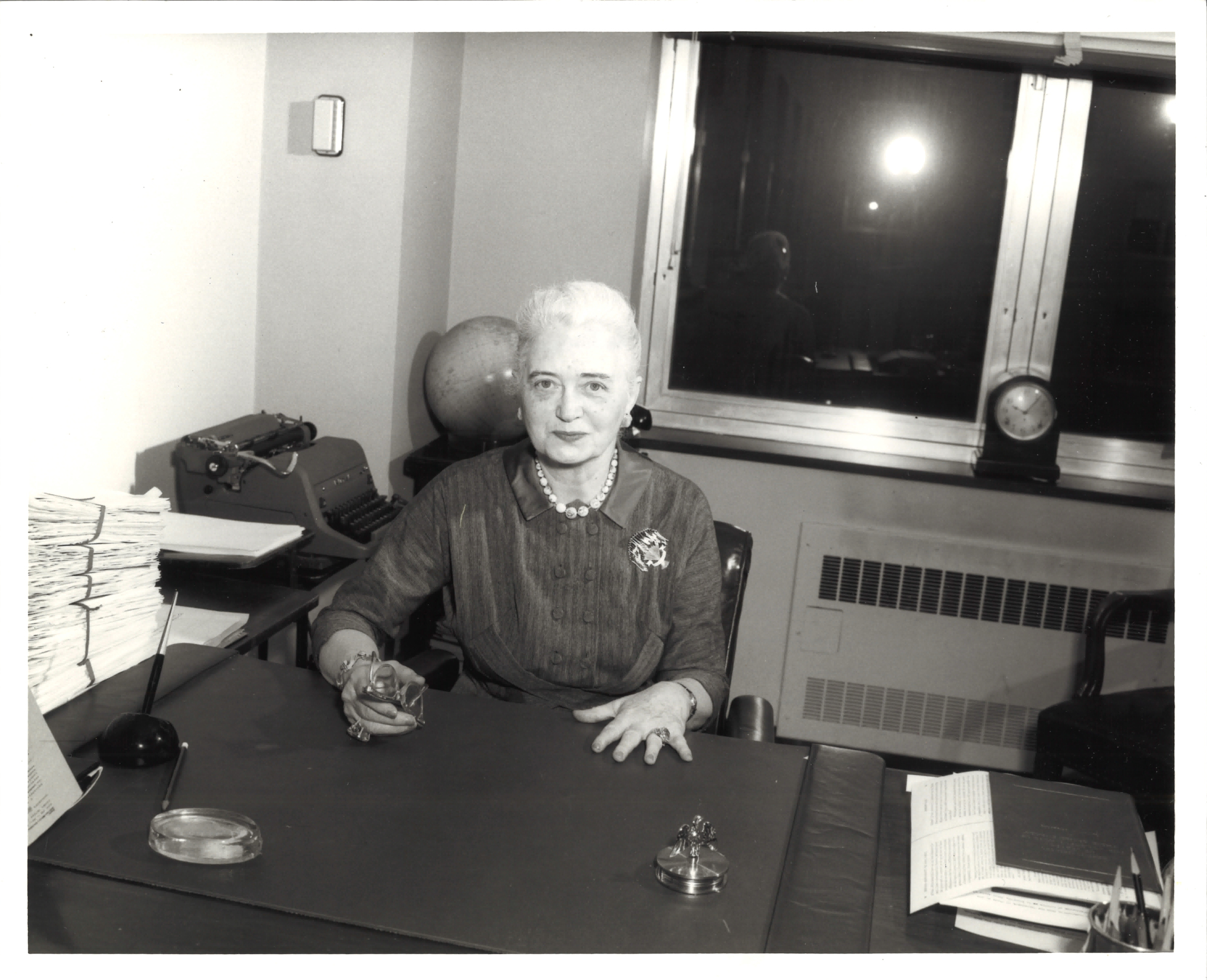
Marjorie Whiteman

Marjorie Millace Whiteman (* 30. November 1898 in Liberty Center, Henry County, Ohio; † 6. Juli 1986 ebenda) war eine amerikanische Juristin und Diplomatin. Sie wirkte von 1929 bis 1970 im Außenministerium der Vereinigten Staaten und vertrat ihr Heimatland bei verschiedenen internationalen Tagungen. Zwischen 1963 und 1972 gab sie eine 15-bändige Ausgabe des Digest of International Law des US-Außenministeriums heraus, die als Whiteman’s Digest bezeichnet wird.

## Leben
Marjorie Whiteman wurde 1898 in Liberty Center, Ohio geboren und absolvierte die Ohio Wesleyan University in Delaware, Ohio sowie die Yale University, an der sie 1927 einen LL.B.-Abschluss und ein Jahr später die Promotion zum J.S.D. erwarb und darüber hinaus als Herausgeberin des Yale Law Journal tätig war. Sie erhielt anschließend ein Stipendium der Carnegie-Stiftung und wirkte zunächst in der Forschungsgruppe für Lateinamerika der Columbia University, bevor sie 1929 in das Außenministerium der Vereinigten Staaten wechselte. Dort fungierte sie als Assistentin von Green Haywood Hackworth, bis dieser 1946 als Richter an den neugegründeten Internationalen Gerichtshof in Den Haag wechselte. Zusammen mit Hackworth bearbeitete sie dessen zwischen 1940 und 1944 erschienene achtbändige Ausgabe des Digest of International Law des US-Außenministeriums, von dem sie später zwischen 1963 und 1972 selbst eine 15 Bände umfassende Ausgabe herausgab.
Während ihrer Tätigkeit im Außenministerium spezialisierte sie sich auf den Bereich der Rechtsangelegenheiten internationaler Organisationen. So war sie unter anderem an der Ausarbeitung der Charta der Vereinten Nationen und der Allgemeinen Erklärung der Menschenrechte beteiligt, darüber hinaus fungierte sie von 1945 bis 1951 als Rechtsberaterin von Eleanor Roosevelt während deren Tätigkeit als Repräsentantin der Vereinigten Staaten in der UN-Menschenrechtskommission. Sie war außerdem Mitglied der US-Delegationen zu mehreren Panamerikanischen Konferenzen und 1948 zur Gründungstagung der Organisation Amerikanischer Staaten (OAS) in Bogotá, bei der sie an der Ausarbeitung der OAS-Charta mitwirkte. Im Laufe ihrer Karriere im Dienst des Außenministeriums, für das sie bis Ende März 1970 tätig war, fungierte als Rechtsberaterin von acht verschiedenen Außenministern. Sie starb 1986 im Alter von 87 Jahren in ihrer Geburtsstadt Liberty Center.

## Auszeichnungen
Marjorie M. Whiteman erhielt 1965 von der Amerikanischen Gesellschaft für internationales Recht (ASIL) eine Verdiensturkunde (ASIL Certificate of Merit) für die ersten drei Bände des „Digest on International Law“ und 1985 die Manley-O.-Hudson-Medaille, die höchste Auszeichnung der Organisation. Darüber hinaus wurde sie von der ASIL zur Ehrenvizepräsidentin ernannt. Vom US-Außenministerium wurde ihr 1966 der Distinguished Honor Award verliehen.

## Werke (Auswahl)
- Damages in International Law. Drei Bände. Washington 1937–1943
- Digest on International Law. 15 Bände. Washington 1963–1972